# Népal
Népal, nome de artista de Clément Enzo Florian Di Fiore, nascido a 12 de outubro de 1990 no 14.º arrondissement de Paris e falecido a 9 de novembro de 2019 em Clichy no departamento dos Altos do Sena,, é um rapper e beatmaker francês. O artista – que deu grande importância ao anonimato e só apareceu encapuçado, mascarado, ou até maquilhado – é também conhecido pelos nomes KLM e GrandMaster Splinter. Cofundador do coletivo 75° Session, formou o duo 2Fingz com Doums. Era também próximo do coletivo L'Entourage, do grupo 1995 e do coletivoLesGarsLaxistes.

## Biografia

### Começos: primeiros freestyles, fundação de 2Fingz e da 75° Session (2008-2014)
Em 2009, foi um dos co-fundadores da 75° Session , um coletivo formado por rappers, beatmakers, designers gráficos e cinegrafista, influentes na cena underground parisiense. A primeira aparição musical real de Nepal data de 2010, com uma participação na música Clash de seu Hippocampe Fou, no EP Vidéo Rap  . Com a 75° Sessão, inaugurou em 2011 uma série de freestyles anónimos, John Doe  (Em inglês, John Doe (versão feminina) :Jane Doe) é uma expressão que designa uma pessoa não identificada), na qual aparecem futuras vedetas do rap francês como Vald ou Georgio.
Ao mesmo tempo, criou a dupla 2Fingz com o amigo de infância, Doums, membro do coletivo L'Entourage, e juntos lançaram a primeira mixtape homônima 2Fingz em 2011, seguida por outra, La Folie des Glandeurs (O Delírio dos Preguiçosos, trocadilho com "o delírio de grandeza") em 2013.
Entre 2012 e 2014, Népal também produziu três medleys sob o pseudônimo de Grandmaster Splinter, compostos com faixas gravadas por cima de lados B .
No dia 29 de maio de 2014, Népal faz uma aparição no freestyle Grünt n°18, ao lado dos companheiros da 75° Session, entre os quais Limsa d'Aulnay, Sanka, FA2L, Georgio, Doums, e Sheldon.

### Primeiros projetos solo:16par16,444 Nuits,445° Nuite colaborações emCyborg(2014-2018)
No dia 8 de julho de 2016, Népal publica o duplo projeto 444 Nuits, constituido de dois EP's de seis faixas cada um, a Versão Azul (Version Bleue) e a Versão Vermelha (Version Rouge), provavelmente uma referência aos jogos Pokémon Red & Blue ou às pilulas azuis e vermelhas do film Matrix. O EP é também produzido em versão física limitada a 444 exemplares. Esta versão contém uma faixa bônus : Gava é encontrada exclusivamente na versão física. Um videoclipe é produzido para a faixa Rien d'Spécial, dirigido pelo coletivo LesGarsLaxistes.
No mesmo ano, Népal participou no álbum de Nekfeu, Cyborg. Aparece como rapper na faixa Esquimaux, e como beatmaker na faixa Humanoïde ,.
No dia 21 de setembro de 2017, ou seja, exatamente 444 dias depois do duplo EP 444 Nuits, publicou o terceiro projeto solo, 445° Nuit, no qual se encontram também Doums e 3010. Este EP foi, em parte, produzido pelo próprio Népal, mas também com a colaboração de Stratega e Yung Cœur. O projeto passou despercebido do grande público, embora tenha sido muito bem recebido pela imprensa especializada e pelos ouvintes  . Este EP é uma mistura de atmosferas, alternando entre faixas percutantes e faixas planantes, nas quais Népal se entrega ao canto no refrão de Insomnie, ou se diverte variando as ritmicas na faixa Love64 .
No dia 26 de janeiro de 2018, estreia o projeto YË do artista Sopico, também membro da 75° Session. Népal aparece em featuring no título Domo.

### Quarto EP, novas inspirações e mixtape2016-2018(2018-2019)
No dia 23 de setembro de 2018, mais de um ano sem qualquer atividade musical em solo, Népal estreia o EP KKSHISENSE8, composto por oito faixas, incluindo colaborações com Gracy Hopkins, Doums e o Bohemian Club. O amor de Népal pela cultura japonesa aparece claramente neste projeto, seja pelos ambientes sonoros, seja pelo título deste EP - KKSHISENSE8 é uma referência homônima ao personagem Kakashi Hatake de Naruto  - seja pelas inúmeras referências presentes nas letras. Assim como o anterior, este projeto é produzido exclusivamente por Népal, mas também por Stratega e Diabi. Este EP é transferível gratuitamente, além de receber uma edição física limitada a 1000 examplares. O artista acabou por anunciar que este seria o último EP, antes do primeiro álbum.
No dia 23 de agosto de 2019, Népal estreou a compilação 2016-2018 nas plataformas de streaming, juntando certas faixas, e alguns singles, dos projetos publicados neste período de tempo. O lançamento destas faixas nas plataformas de streaming anuncia, neste preciso momento, o lançamento iminente do seu primeiro álbum de estúdio. Ao mesmo tempo, Népal criou pela primeira vez desdo início da carreira, uma conta oficial noInstagram na qual compartilhará o lançamento desta compilação e todas as músicas que publicará até falecer.
No dia 28 de novembro de 2019, a faixa Là-bas foi lançada, cuja clipe foi filmado em becos e bairros libaneses de Ashrafieh e Sin El Fil (regiões de Beirute).

### Morte e álbum póstumoAdios Bahamas(2019-2020)
Népal faleceu dia 9 de novembro de 2019 na cidade de Clichy aos 29 anos. A notícia foi anunciada publicamente pelos amigos próximos nas redes sociais onze dias depois, dia 20 de novembro. Na publicação, foi também anunciado o lançamento do primeiro álbum Adios Bahamas, que o artista tinha acabado de finalizar. Pela primeira vez, Népal é diretamente exposto a uma cobertura mediática significativa.
No dia 10 de janeiro de 2020, foi lançado, a título póstumo, Adios Bahamas, o primeiro álbum. O disco foi lançado pela gravadora independente de Népal, Triple 4 Gear, criada em 2019  . Entre as doze faixas do álbum, aparecem em featuring Di-Meh, Doums, Sheldon, 3010 e também Nekfeu, no título En face. Iniciado e completado pelo artista em vida , este álbum demonstra uma certa audácia e originalidade, com faixas totalmente ou parcialmente cantadas, oferecendo variações de sonoridades e estilos.
Além disso, este projeto carrega uma mensagem de paz e serenidade. Contém um discurso inspirado nos romances de Hermann Hesse, por quem Népal tinha uma profunda admiração. Alias, o único verso da canção Sundance é dedica ao escritor.
Durante a primeira semana de vendas, apareceu na décima terceira posição do SNEP Top Album  . O álbum foi certificado disco de ouro no dia 23 de março de 2021, mais de um ano após seu lançamento. Obteve a certificação de platina dia 1 de agosto de 2022.
De 28 de setembro a 2 de outubro 2020, seus entes queridos revelarão, dia após dia, cinco novas faixas, acompanhadas de dois clipes, de acordo com os desejos do artista. O vídeo de Benji, filmado no Sri Lanka por Népal enquanto era vivo, foi lançado na sexta-feira 2 de outubro, e é a última peça da discografia de Clément di Fiore.

### Posteridade e homenagens (desde 2019)
Artista muito respeitado no mundo do rap francófono, o desaparecimento repentino de Népal gerou muitas reações. Assim, muitos rappers não hesitam em prestar-lhe homenagem direta nas letras das canções, como Nekfeu, PLK, Alpha Wann, Di-Meh, Sopico, Sheldon, Georgio, M le Maudit ou até Limsa d'Aulnay. A morte de Népal é um dos temas recorrentes do álbum SZR 2001 do S-Crew, lançado em 2022, onde as faixas Maintenant e N'oublie pas lhe são dedicadas.
Em 2020, no álbum NOUVO MODE, Sneazzy prestou-lhe homenagem numa faixa com Nekfeu, Alpha Wann e S. Pri Noir, intitulada Étincelles — a música termina com a frase : « Paz à alma de Népal » .
Em dezembro de 2019, um grafite foi realizado em homenagem pela 75° Session e o coletivo LesGarsLaxistes. Esta representação da capa de Adios Bahamas, está localizada na Rue des Thermopyles no 14 arrondissement de Paris, distrito natal do rapper . Um segundo, menos conhecido, está localizado na rue Henri-Noguères, no 19 arrondissement de Paris  . Em abril de 2021, um terceiro afresco de quase cem metros foi implantado na rue Florian, no 20 arrondissement de Paris , em frente ao novo estúdio da 75° Session.
No dia 4 de abril de 2022, internautas prestaram homenagem a ele durante o evento r/place, amplamente retransmitido via Twitch. No centro de uma área da página que acolhe o orgulho do património francês, a capa de Adios Bahamas está ao lado do Arco do Triunfo, da dupla de música eletrônica Daft Punk e até do astronauta Thomas Pesquet.
No dia 28 de julho de 2022, o álbum Adios Bahamas foi oficialmente certificado disco de platina.
Quanto aos singles, no dia 6 de outubro de 2022, o título Suga Suga com Doums foi certificado disco de platina. No dia 9 de novembro de 2023, o título Rien d'Spécial foi certificado single de platina. No dia 25 de março de 2024, o título Babylone foi certificado single de platina. No dia 10 de outubro de 2024, Népal conquistou o primeiro disco de diamante com o título Sundance.
No dia 1 de setembro de 2022, Sopico prestou-lhe homenagem com o título da faixa 444 Vies. 
No dia 13 de abril de 2023, o rapper PLK estreiou o novo EP 2069 e a faixa Demain na qual homenageia os rappers Luv Resval e Népal com a frase : « Penso em Resval, penso no Népal, memórias manchadas / Nada mais a esconder, não os esquecemos. » .

## Discografia
Mais de um ano depois da morte de Népal, a discografia foi disponibilizada gratuitamente. Esta decisão de seus amigos próximos ecoa a filosofia de Népal em relação à distribuição da sua música, onde cada lançamento de um EP era acompanhado de um link de download gratuito e da publicação no canal YouTube da 75° Session.

### Álbum de estúdio
| N° | Título                        | Duração |
| -- | ----------------------------- | ------- |
| 1  | Opening                       | 01:39   |
| 2  | Ennemis, Pt. 2 (feat. Di-Meh) | 03:16   |
| 3  | En face (feat. Nekfeu)        | 03:34   |
| 4  | Trajectoire                   | 04:21   |
| 5  | Vibe (feat. Sheldon)          | 03:48   |
| 6  | Lemonade                      | 02:22   |
| 7  | Là-bas                        | 02:55   |
| 8  | Sundance                      | 02:51   |
| 9  | Millionaire (feat. Doums)     | 02:22   |
| 10 | Sans voir (feat. 3010)        | 03:58   |
| 11 | Crossfader                    | 03:17   |
| 12 | Daruma                        | 03:48   |
|    |                               | 38 min  |

### EP
| N° | Título                       | Duração |
| -- | ---------------------------- | ------- |
| 1  | Intro (Black Ice Remix)      | 02:06   |
| 2  | Coup d'pouce Remix           | 02:12   |
| 3  | 0 à 100                      | 02:50   |
| 4  | Skyclub                      | 02:50   |
| 5  | Regulate Remix (feat. Doums) | 03:03   |
| 6  | Bonus Track                  | 01:54   |
|    |                              | 15 min  |

| N° | Título                              | Duração |
| -- | ----------------------------------- | ------- |
| 1  | Intro (Vaati Remix)                 | 02:37   |
| 2  | Coup d'pouce (The Flash Remix)      | 02:24   |
| 3  | 0 à 100 (Kyo Itachi Remix)          | 02:48   |
| 4  | Skyclub (Diabi Remix)               | 03:10   |
| 5  | Regulate (Sèda Remix) (feat. Doums) | 02:14   |
| 6  | Bonus Track (Goomar Remix)          | 01:52   |
| 7  | Bonus Track (KLM Remix)             | 02:22   |
|    |                                     | 17 min  |

| N° | Título                                 | Duração |
| -- | -------------------------------------- | ------- |
| 1  | Laisse rouler                          | 02:31   |
| 2  | Oxmose                                 | 03:09   |
| 3  | Rien d'spécial                         | 04:22   |
| 4  | 444 nuits                              | 02:58   |
| 5  | YOLO                                   | 03:28   |
| 6  | Malik Al Mawt                          | 04:45   |
| 7  | Faute de time                          | 03:29   |
| 8  | Overdab (feat. Fixpen Sill & Waltmann) | 04:23   |
| 9  | Bizarre City (feat. M le Maudit)       | 03:38   |
| 10 | Suga Suga (feat. Doums)                | 03:44   |
| 11 | Emoji                                  | 03:02   |
| 12 | Outro                                  | 02:46   |
| 13 | Gava (Bonus)                           | 04:04   |
|    |                                        | 52 min  |

| N° | Título                      | Duração |
| -- | --------------------------- | ------- |
| 1  | Niveau 1                    | 02:37   |
| 2  | Maladavexa                  | 03:10   |
| 3  | Love64 (Interlude)          | 01:40   |
| 4  | Deadpornstars (feat. Doums) | 03:48   |
| 5  | Jugements (feat. 3010)      | 04:03   |
| 6  | Insomnie                    | 03:25   |
| 7  | Kodak White                 | 03:21   |
| 8  | Kamehouse                   | 02:24   |
|    |                             | 24 min  |

| N° | Título                             | Duração |
| -- | ---------------------------------- | ------- |
| 1  | Omotesando                         | 03:08   |
| 2  | Evisu                              | 04:03   |
| 3  | Babylone                           | 03:27   |
| 4  | 150CC (feat. Gracy Hopkins)        | 03:33   |
| 5  | City Lights (feat. Doums)          | 04:15   |
| 6  | Necronomicon (feat. Bohemian Club) | 04:21   |
| 7  | Teczer                             | 03:42   |
| 8  | Cloud8                             | 02:23   |
|    |                                    | 28 min  |

| N° | Título                                 | Duração |
| -- | -------------------------------------- | ------- |
| 1  | Niveau 1                               | 02:37   |
| 2  | Rien d'spécial                         | 04:40   |
| 3  | Jugements (feat. 3010)                 | 04:02   |
| 4  | Babylone                               | 03:28   |
| 5  | 150CC (feat. Gracy Hopkins)            | 03:33   |
| 6  | Overdab (feat. Fixpen Sill & Waltmann) | 04:24   |
| 7  | Deadpornstars (feat. Doums)            | 03:48   |
| 8  | Skyclub                                | 03:10   |
| 9  | 444 nuits                              | 03:58   |
| 10 | Emoji                                  | 03:02   |
| 11 | Kodak White                            | 03:21   |
| 12 | Cloud 8                                | 02:23   |
| 13 | Malik Al Mawt                          | 02:12   |
| 14 | Suga Suga (feat. Doums)                | 03:45   |
|    |                                        | 47min   |

### Singles, beat-tapes, mixes, medleys
- 2012 : Medley Vol.1 (Grandmaster Splinter)
- 2012 : Medley Vol.2 (Grandmaster Splinter)
- 2014 : Medley Vol.3 (Grandmaster Splinter)
- 2014 : Ibiki
- 2014 : Baby Milo
- 2015 : James Worthy
- 2015 : Fugu
- 2015 : Enter The Dojo Vol.1 (KLM)
- 2015 : 66 Mesures
- 2015 : Abra (10 Bands Freestyle)
- 2017 : Slow Mix 06/08/17 (KLM)
- 2018 : Slow Mix 07/02/18 (KLM)
- 2020 : Dans le fond
- 2020 : Cheddar
- 2020 : Coach K
- 2020 : Même Vie
- 2020 : Benji

### Com 2Fingz
- 2011 : 2FingZ
- 2013 : La Folie des Glandeurs

### Aparições
- 2010 : Hippocampe Fou feat. Népal (KLM) - Clash
- 2011 : John Doe ∅ 1 (Freestyle Anonyme)
- 2012 : Reeko feat. Nekfeu, Alpha Wann, KLM - Coup de crayon (Single)
- 2013 : Sanka feat. Népal - Un monde imaginaire no EP Nomade Shaolin
- 2014 : 75° Session feat. 13 Sarkastick, Panama Bende - La Diff no EP Paris - Genève
- 2014 : Di-Meh feat. Nepal, Limsa - Le taff est fait no EP Reste calme
- 2014 : Grünt #18 feat. 75° Session
- 2014 : Di-Meh feat. Nepal - Paris-Genève 2 no EP Dimeh Hendrix
- 2014 : Sheldon feat. Népal, Walter - Le Grand Bond en avant (Single)
- 2015 : Di-Meh feat. Népal - Fu Gee La no EP Entre le rap et la vraie vie
- 2015 : Fonky Drü feat. 75° Session - Azur no EP Delta 64236
- 2015 : FA2L feat. Népal, Losti - Petit frère no EP Fameux
- 2015 : FA2L feat. Népal - La Cigarette no EP Fameux
- 2016 : Nekfeu feat. Népal - Esquimaux no albúm Cyborg
- 2016 : Népal e Diabi - Benjamin Franklin no EP The Lost Draft
- 2016 : Les Chics Types feat. Népal - Cafard Boulevard no EP Tout Baigne
- 2017 : Lomepal feat. 2Fingz - Lucy no albúm Flip
- 2017 : Di-Meh feat. Népal - Ennemis no EP Focus
- 2017 : L'affreux Jojo feat. Népal - A l'aise no EP Portraits gachés
- 2018 : Sopico feat. Népal - Domo no albúm YË
- 2018 : Grünt Hors-Série feat. Doums, Nekfeu, Alpha Wann, 2zer, Framal, Mekra
- 2018 : Bohemian Club feat. Népal - Toxic no EP Substance M
- 2018 : Terceiro Freestyle da série "Règlement Space"
- 2019 : M le Maudit feat. Népal - ÉVEIL no EP I HATE LOVE
- 2019 : WondaGurl feat. Népal - City Lights, Pt.2 no EP Toronto - Paris
- 2019 : Fixpen Sill feat. Népal - Touareg no albúm FLAG
- 2019 : Doums feat. Népal - Le Fer no albúm Pilote & Co

### Certificações
O álbum Adios Bahamas foi certificado disco de ouro no dia 23 de março de 2021e disco de platina no dia 1 de agosto de 2022. A mixtape 2016-2018 foi certificada disco de ouro  .
No dia 10 de outubro de 2024, Népal conquistou o primeiro disco de diamante com o single Sundance.
Népal tem 11 singles certificados pela SNEP , :
- Sundance - Diamante
- Rien d'Spécial - Platina
- Suga Suga (feat. Doums) - Platina
- Esquimaux (Nekfeu feat. Népal) - Platina
- En Face - Ouro
- Trajectoire - Ouro
- Daruma - Ouro
- Babylone - Ouro
- Cheddar - Ouro
- Lucy (Lomepal feat. 2Fingz) - Ouro

## Links externos
Predefinição:Liens